# Lucha Underground Gift of the Gods Championship
Le Gift of the Gods Championship est un championnat de catch (lutte professionnelle) utilisé par la Lucha Underground.

## Historique des règnes
| #  | Équipe                    | Règne | Date             | Jours | Événement         | Notes |
| -- | ------------------------- | ----- | ---------------- | ----- | ----------------- | --- |
| 1  | Fénix                     | 1     | 19 avril 2015    | 209   | Ultima Lucha      | En battant Aero Star, Bengala , Big Ryck, Jack Evans, King Cuerno et Sexy Star pour devenir le premier champion.                                  |
| 2  | King Cuerno               | 1     | 14 novembre 2015 | 7     | Lucha Underground | ,. |
| 3  | Fénix                     | 2     | 21 novembre 2015 | 49    | Lucha Underground | Dans un Ladder Match. |
| #  | Vacant                    | _     | 23 mai 2013      | _     | _                 | vacant à la suite de l'encaissement du titre de Fénix contre le Lucha Underground Champion Mil Muertes.                                           |
| 4  | Chavo Guerrero Jr.        | 1     | 10 janvier 2016  | 6     | Lucha Underground | Bat Aero Star, El Siniestro de la Muerte, Joey Ryan, Sexy Star, Texano et The Mack.                                                               |
| 5  | Cage                      | 1     | 16 janvier 2016  | 1     | Lucha Underground | . |
| #  | Vacant                    | _     | 17 janvier 2016  | _     | _                 | vacant à la suite de l'encaissement du titre de Cage contre le Lucha Underground Champion Matanza Cueto.                                          |
| 6  | Sexy Star                 | 1     | 31 janvier 2016  | 1     | Ultima Lucha Dos  | Bat Daga, El Siniestro de la Muerte, Killshot, Mariposa, Marty Martinez et Nightclaw.                                                             |
| 7  | Johnny Mundo              | 1     | 19 mars 2016     | 1     | Lucha Underground | . |
| #  | Vacant                    | _     | 10 avril 2016    | _     | _                 | vacant à la suite de l'encaissement du titre de Johnny Mundo contre la Lucha Underground Champion Sexy Star.                                      |
| 8  | Pentagón Dark             | 1     | 25 juin 2016     | 1     | Ultima Lucha Tres | Bat Son of Havoc Dans un Ladder Match. |
|    | Vacant                    |       | 26 juin 2016     |       | Ultima Lucha Tres | Rendu vacant après que Dark ait encaissé son Gift of the Gods contre Prince Puma                                                                  |
| 9  | El Dragon Azteca Jr.      | 1     | 1er mars 2018    | 9     | Lucha Underground | |
| 10 | Marty "The Moth" Martinez | 1     | 10 mars 2018     | <1    | Lucha Underground | |
|    | Vacant                    |       | 10 mars 2018     |       | Lucha Underground | Rendu vacant après que Martinez ait encaissé son Gift of the Gods contre Pentagon Dark                                                            |
| 11 | Jake Strong               | 1     | 17 mars 2018     | 1     | Lucha Underground | Il remporte un 7-Men Elimination match contre Dante Fox, Aerostar, Hernandez, Big Bad Steve, PJ Black et King Cuerno. Diffusé le 24 octobre 2018. |
|    | Vacant                    |       | 18 mars 2018     |       | Ultima Lucha IV   | Rendu vacant après l'encaissement du Gift of The Gods de Strong sur Pentagon Dark                                                                 |